# Gaurav Bidhuri
Gaurav Bidhuri (* 16. Mai 1993 in Delhi) ist ein indischer Boxer im Bantamgewicht.

## Karriere
Gaurav Bidhuri ist 1,68 m groß und Linksausleger. Er wurde 2009 indischer Juniorenmeister und nahm an den Junioren-Weltmeisterschaften 2009 in Armenien teil, wo er Platz 6 erreichte. 2011 wurde er indischer Jugendmeister und gewann eine Bronzemedaille beim internationalen President’s Cup in Indonesien.
Bei den Asienspielen 2014 in Südkorea schied er im Viertelfinale gegen Shahobiddin Zoirov auf dem sechsten Platz aus. 2016 versuchte er sich für die Olympischen Spiele von Rio zu qualifizieren, scheiterte jedoch bei den Ausscheidungsturnieren in China, Aserbaidschan und Venezuela jeweils frühzeitig.
2017 startete er bei den Asienmeisterschaften in Usbekistan, wo er im Viertelfinale knapp mit 2:3 gegen Zhang Jiawei ausschied. Um sich für die Weltmeisterschaften 2017 in Hamburg zu qualifizieren, musste er in die Box-Offs, wo er gegen den Japaner Ryomei Tanaka mit 2:3 unterlag. Da jedoch der in den Box-Offs qualifizierte Indonesier Simon Makarawe nicht an den Weltmeisterschaften teilnahm, wurde Bidhuri nachnominiert. In Hamburg erreichte er gegen Sam Goodman (5:0), Mykola Buzenko (4:1) und Bilel M'hamdi (3:0) das WM-Halbfinale, unterlag dort gegen Duke Ragan (0:5) und schied daher mit einer Bronzemedaille aus.